# Annie Vivanti

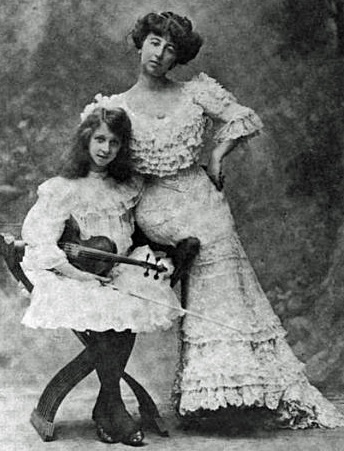
Annie Vivanti (till höger) med sin dotter Vivien (till vänster), 1901.

Anna Emilia (Annie) Vivanti, född den 7 april 1866 i London, död den 20 februari 1942 i Turin, var en italiensk författarinna. Hon var systerdotter till Rudolf och Paul Lindau.
Annie Vivantis var dotter till italienaren Anselmo Vivanti och tyskan Anna Lindau. Fadern var politisk flykting och hade efter upproren i Mantova 1851 kommit till London. Vivanti växte upp i Italien, England, Schweiz och USA. Hon utbildades inom musik i New York och började 1887 uppträda som varietésångerska i Italien. År 1890 introducerades hon till litteraturen av Carduccis diktsamling Liriche. Annie Vivantis författarskap innefattar novellen I divoratori (1911; först på engelska, 1910), Circe, Le roman de Maria Tarnowska (samma år; dramatiserad 1915), Marion, The hunt for happiness, La rosa azzurra, That man, L'invasore (115), Væ victis (1917), Zingaresca (1918), Le bocche inutili (samma år) med mera. Hennes verk tillhör verismen och det var framför allt genom uttryck för starka känslor och  lidelse i naturalistisk form som hennes författarskap väckte uppmärksamhet. Vivanti var väl berest och kunde bland annat italienska, franska, tyska och engelska.
Vivanti gifte sig 1892 med den irländske juristen John Chartres (1862–1927), aktiv inom Sinn Féin, och fick med honom dottern  violinisten Vivien Chartres (1893–1941).